# Pavle Velimirović
Pavle Velimirović (Podgorica, 1990. április 11.) montenegrói labdarúgó, a Kecskeméti TE egykori kapusa, hazája U19-es válogatottjának tagja. Korábban a belgrádi FK Partizan játékosa is volt.

## A 2008/2009-es szezonban
Velimirovic először csak a Liga Kupában jutott szereplési lehetőséghez, a bemutatkozása nem sikerült megfelelően, de a későbbi mérkőzéseken már több bravúrt is bemutatott. Mivel a KTE másik két kapusa lesérült, neki kellett beugrania helyettük. Összesen 12 NB I-es meccsen játszott (igaz, ebből csak kétszer volt kezdő), egyre javuló formát mutatva. 2009 végén szerződést bontottak vele.